# Hospital Interzonal General de Agudos de Junín Dr. Abraham F. Piñeyro
El Hospital Interzonal General de Agudos de Junín "Dr. Abraham F. Piñeyro" es un centro de salud pública descentralizado que responde a los principios planteados en la estrategia de atención primaria de salud. Está ubicado en la ciudad de Junín y es la sede de la Región Sanitaria III, dependiente del Ministerio de Salud de la provincia de Buenos Aires.
Cubre la atención de pacientes de todo el noroeste bonaerense, por ejemplo de ciudades como San Nicolás, Pergamino, Chivilcoy, Pehuajó, Trenque Lauquen, etc. y también de otras provincias como Santa Fe, Córdoba y La Pampa.

## Historia

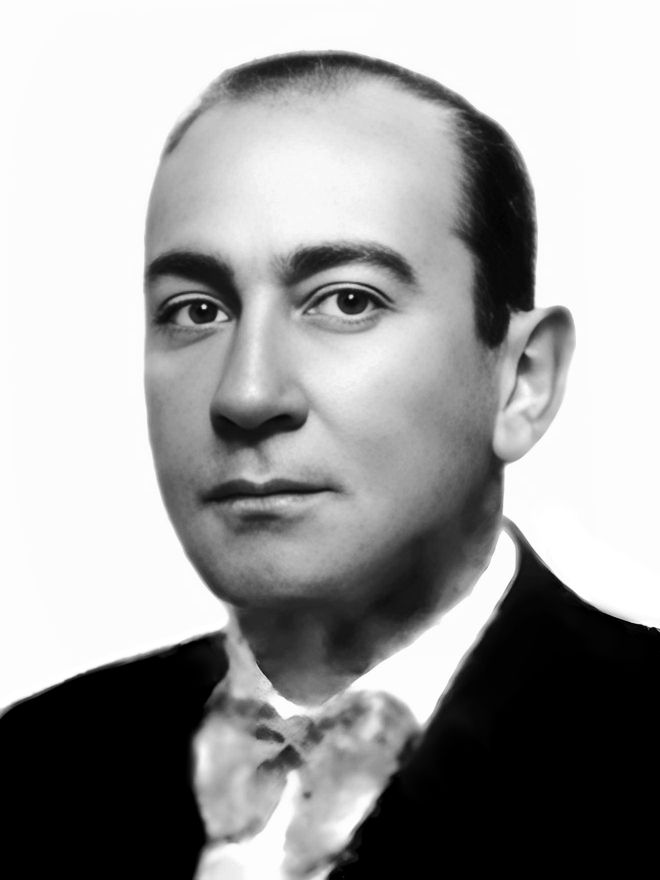
Dr. José Félix Solana, primer director del hospital.

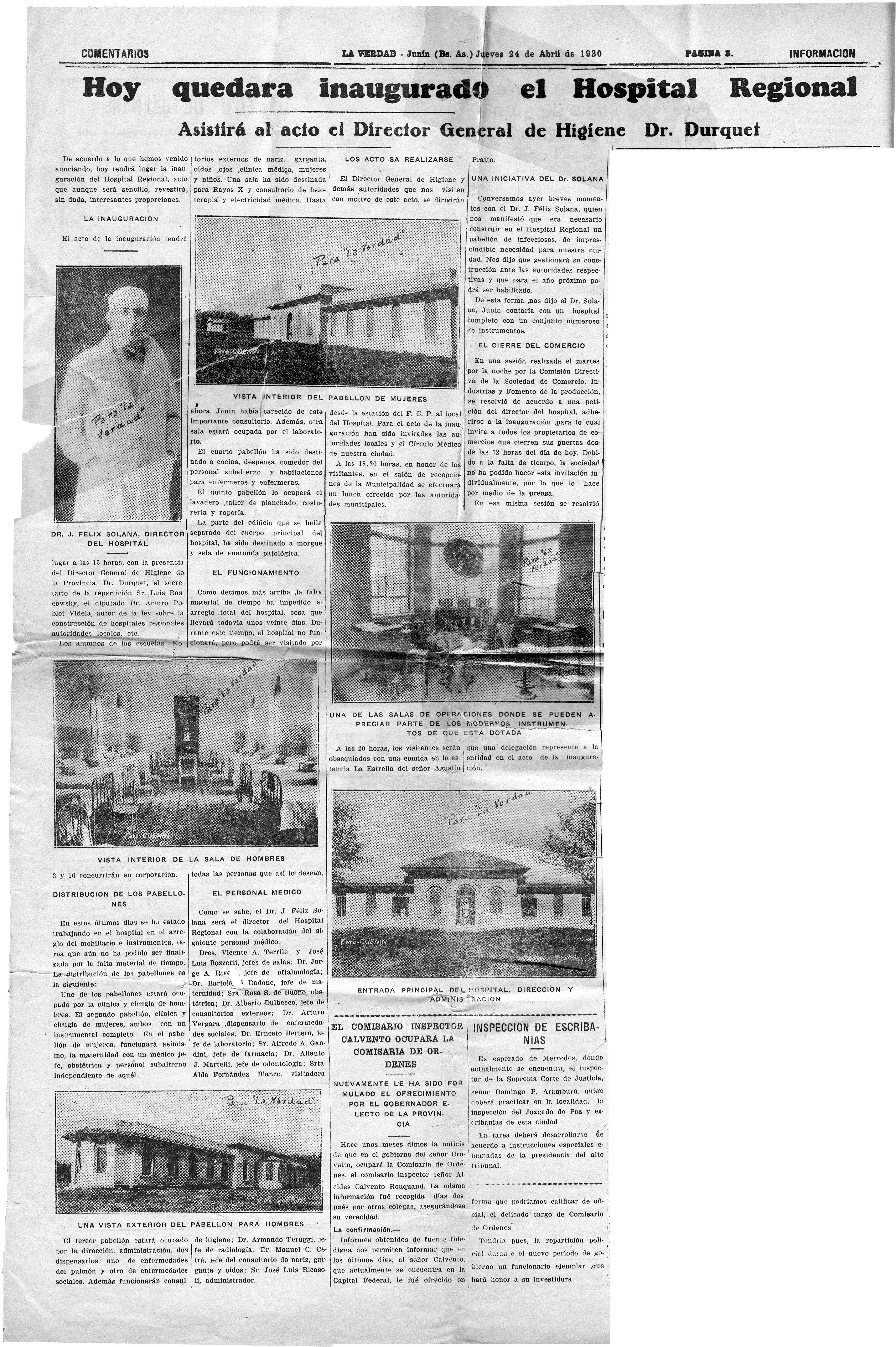
Noticia de la inauguración del Hospital Regional.

El Hospital "Regional" -como se llamó en sus comienzos- fue inaugurado el 24 de abril de 1930, siendo su primer director el Dr. José Félix Solana, ex intendente de Junín. El gobernador de la provincia era el Doctor Valentín Vergara y el Secretario de Higiene (equivalente al actual ministro de salud) era el Dr. Joaquín Durquet.
El hospital contaba con las siguientes salas de internación:
- Clínica médica de hombres
- Clínica médica de mujeres
- Traumatología de hombres
- Traumatología de mujeres
- Cirugía de hombres
- Cirugía de mujeres
- Ginecología

Contaba también con pabellones para enfermedades infecciosas y lucha antituberculosa.
En 1968 el hospital pasa a ser "Zonal" debido a la cantidad de camas y las distintas especialidades con la que contaba.
En 1985 el hospital pasó a contar con residencias de medicina.
Como el hospital no tenía nombre, en 1992 la dirección convoca a la sociedad de Junín para que propongan nombres de personas de la ciudad con suficientes antecedentes y méritos. Hubo más de 100 propuestas y un jurado de periodistas de la ciudad, fue el encargado de seleccionar el nombre, que finalmente fue el del Doctor Abraham Félix Piñeyro.
En 1997 se comenzó a construir un nuevo edificio para unificar los centros hasta entonces denominados como áreas "A" (servicios de pacientes adultos y de salud mental, ubicado en el predio del ex hospital Regional) y "B" (servicios pediátricos y maternos ubicados junto al ex Hospital San José). La inauguración se produjo el 17 de marzo de 1999, con la presencia del el gobernador Dr. Eduardo Duhalde y el ministro de salud Dr. Juan José Mussi.
En el año 2019 se logró poner en funcionamiento la Bomba de Cobalto para pacientes oncológicos.
A partir del año 2020 queda inaugurada la Oficina de Género, la primera de la provincia, y el mismo año ingresan sus primeras dos trabajadoras trans a partir de la promulgación de la Ley de Cupo Laboral Trans de la Provincia de Buenos Aires.

## Ubicación
El hospital ocupa un predio de más de 4 hectáreas entre las calles Lavalle, San Lorenzo, De la Sota y Alberdi, en el Barrio Noroeste de la ciudad de Junín.
Información de contacto:
- Dirección: Lavalle 1084, B6002BPL Junín.
- Teléfono: (0236) 443-3108.

## Área de influencia
El HIGA de Junín atiende en primera instancia a los pacientes de los 8 partidos de la Región Sanitaria III: Chacabuco, General Arenales, General Pinto, General Viamonte, Junín, Leandro N. Alem, Florentino Ameghino y Lincoln).
Además, cubre las necesidades de atención de pacientes derivados desde municipios pertenecientes a otras regiones:
- Región Sanitaria II: Carlos Tejedor, Trenque Lauquen, Pellegrini, Bolívar, Nueve de Julio, Henderson, General Villegas, Pehuajó, Carlos Casares;
- Región Sanitaria IV: Pergamino, Colón, San Nicolás, Salto y Arrecifes;
- Región Sanitaria X: Chivilcoy, Bragado y Alberti.

También recibe pacientes del sur de Santa Fe, sudeste de Córdoba y noreste de La Pampa. 

## Residencias
El hospital cuenta con residencias de medicina desde 1985. En un comienzo fue exclusivamente en Medicina General. Luego se fueron incorporando Psicología, Clínica Médica, Clínica Pediátrica, Bioquímica, Terapia Intensiva y Trabajo Social.
En 2010 comenzó la residencia de Obstetricia y en 2012 la de Tocoginecología a cargo de la Dra María Isabel Somma También Jefa de servicio por concurso del  "Servicio Obstetricia y Ginecologìa HIGA JUNIN " en Facebook. Residencias.

## Autoridades
- Director Ejecutivo Dr Crocco Fernando
- Director Asociada Dra Cerulli Cristina
- Director Asociado Lic. Mario Scevola
- Directora Asociada Lic. Cristina Tejo

## Radio HIGA
A inicios del año 2020 queda inaugurada la radio del hospital organizada por su conductor Nicolás Barderas. La misma cuenta con una programación musical de intérpretes nacionales y varios programas entre los que se encuentran:
- Lo Artesanal: programa conducido por los pacientes del servicio de salud mental de la institución.
- Tubo de ensayo: programa orientado a la difusión de la música de artistas locales y nacionales.
- Nutrición: con toda la información y tips de alimentación donde diferentes profesionales de la institución vuelcan su saber.
- Además: Entrevistas, difusión de campañas de salud locales, provinciales y nacionales y cuentos breves de escritores locales.

## COVID-19
A raíz de la pandemia de COVID-19, que dio inicio en Argentina en marzo del año 2020, la provincia de Buenos Aires, a través del Ministerio de Salud encabezado por el ministro Daniel Gollán, hizo una entrega de 13 camas UTI además de respiradores, monitores multiparamétricos y bombas de infusión para pacientes de terapia intensiva.
A partir del descubrimiento de las cepas de Manaos y del Reino Unido en la segunda ola de Coronavirus a nivel nacional, la creciente contagiosidad y letalidad del virus tensionó el sistema de Salud de la ciudad de Junín, llegando a superar la cantidad de casos activos de la primera ola de la pandemia.